# شک‌گرایی آکادمیک
شک‌گرایی آکادمیک (به انگلیسی: Academic skepticism)، به دوره‌ای از شک‌گرایی فلسفی در عهد افلاطون‌گرایی باستان اشاره دارد که از حدود ۲۶۶ پیش از میلاد، زمانی‌که آرسِسیلیس مبدل به اسکولارک آکادمی افلاطون شد، تا حدود ۹۰ پیش از میلاد، زمانی‌که انتیوکوس از اسکلون مکتب شک‌گرایی را رد کرد، ادامه داشت، گرچه که فیلسوفان متعددی مانند فوورینوس و استادش پلوتارک، بعد از آن تاریخ نیز به دفاع از مکتب شک‌گرایی ادامه دادند. برخلاف مکتب فعلی شک‌گرایی به نام مکتب پیرهونی‌ها، آن‌ها بر این باور بودند که کسب دانش از هر چیز، امر محالی است و ایده‌ها و مفاهیم هرگز درست نیستند؛ با این حال، درجاتی از احتمال درستی و در نتیجه درجاتی از باور به درستی وجود دارد که به یک شخص امکان عمل را می‌دهد. از مشخصه‌های این مکتب، حملاتشان به رواقی‌گری است، به‌ویژه به دلیل جزم‌اندیشی آن‌ها مبنی بر این‌که ادراکات قانع‌کننده منجر به دانش حقیقی می‌شود. مهم‌ترین افراد آکادمی عبارت از آرسِسیلاوس، کارانیدس و فیلو از لاریسا بودند. یکی از منابع اطلاعاتیِ باستانیِ مهم در مورد شک‌گرایی آکادمیک عبارت از اثر آکادمیک می‌باشد که توسط فیلسوف شک‌گرای آکادمیک، سیسرون نوشته شده‌است.

## مرور اجمالی

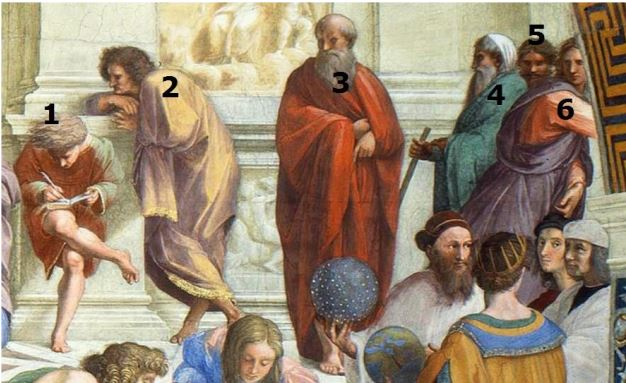
تصویری از افلاطون

شک‌گرایی فلسفی یونانی، به‌عنوان یک جنبش فلسفی مجزا، توسط پیرهون اهل الیس (حدود ۳۶۰ تا حدود ۲۷۰ قبل از میلاد) و پیشنیان وwی کسنوفانس و دیموکریتوس آغاز گردید. پیروان وی، پیروهونی‌ها به مسئله محک اشاره نمودند: این‌که نظریات و اندیشه‌های حسی ما قادر نیستند تا درست و غلط را از هم به درستی تفکیک نمایند؛ بنابراین ما باید قضاوت را معلق نماییم (اپوخه). آنها به حدی در شک‌گرایی خود ثابت بودند که حتی به اصول شک‌گرایی خود نیز شک می‌کردند، به‌طوری که شک‌گرایی آن‌ها جهان‌شمول شده و لذا برای فرار از این رسوایی، اصول خود را بر مبنای جزم‌اندیشی تازه‌ای بنا نهادند. از نظر آن‌ها، آرامش ذهنی (آتاراکسیا) تنها با اعمال چنین چارچوب ذهنی می‌توانست حاصل گردد.
آرسِسیلیس، شاگرد پیرهون در حدود ۲۶۶ پیش از میلاد، مسئول آکادمی افلاطون شد. او شک‌گرایی را به‌عنوان اصل مرکزی افلاطون‌گرایی اقتباس نمود و افلاطون‌گرایی را تقریباً همانند پیرهونی کرد. بعد از آرسِسیلیس این آکادمی دوباره از پیرهونی‌گرایی فاصله گرفت. این دوره شک‌گرایی در افلاطون‌گرایی باستانی، که از دوره آرسِسیلیس تا فیلو اهل لاریسا را در بر می‌گیرد، به آکادمی جدید معروف شد. گرچه بعضی از مؤلفان باستان، دسته‌بندی‌های فرعی‌ترِ بیشتری اضافه نموده و از آن دوره با عنوان «آکادمی میانی» یاد کردند. بعد از مرگ تیمون فلیوس، پیرو مکتب پیرهونی، آکادمی افلاطون تا نیمه قرن اول پیش از میلاد به طرفدار اصلی مکتب شک‌گرایی مبدل شد. در حالی که شک‌گرایی آکادمیک اولیه تا حدی از پیرهو متأثر بودند، اما بیش از پیش به جزم اندیشی نزدیک می‌شد، تا زمانی‌که انیسیدموس در قرن اول پیش از میلاد از شک‌گرایی آکادمیک جدا شده و پیرهونی‌گرایی را پذیرفت و این آکادمی را این‌گونه تقبیح نمود: «جنگ رواقی‌گراها با رواقی‌گراها».
دانشمندان این مکتب نسبت به موجودیت حقیقت شک نداشتند؛ بلکه نسبت به این‌که آیا انسان‌ها ظرفیت دانستن این حقیقیت را دارند یا خیر شک داشتند. آن‌ها این موضع خود را بر پایه فایدونِ افلاطون بنا نهاد که در آن سقراط به این می‌پردازد که دانش چگونه برای فناپذیرها قابل دسترس نیست.
با وجود این‌که هدف پیروهنی‌ها به‌دست آوردن آتاراکسیا بود، اما بعد از ارسِسلاوس، آکادمیک‌ها به آتراکسیا به‌عنوان هدف مرکزی پایبند نماندند. آکادمیک‌ها روی نقد جزم‌اندیشی سایر مکاتب فلسفه، به‌ویژه جزم‌اندیشی رواق‌گرایان متمرکز شدند. آن‌ها بخشی از قوانین اخلاقی را که در بهترین حالت می‌تواند ظاهراً راهنما باشد را تصدیق نمودند و به این باور بودند که داشتن این قوانین اخلاقی مبنای تفکیک میان دانا و نادان را شکل می‌دهد. گرچه تفاوت میان موقف‌های مکتب شک‌گرایی و پیرهونی‌ها اندک است، اما با مقایسه از زندگی آن‌ها می‌توان نتیجه گرفت که میانه‌روی عملی فلسفی از جمله ویژگی‌های آکادمیک‌ها بود، در حالیکه، اهداف پیرهونی‌ها بیشتر روانی بود. تاریخ‌نویس قرن دوم روم، آولوس گلیوس، تفاوت میان شک‌گرایان آکادمیک و پیروهنی‌ها را بدین صورت توصیف کرد:
«... آکادمیک‌ها (به‌نوعی) این حقیقیت را درک می‌کنند که هیچ چیز قابل درک نیست و آن‌ها (به‌نوعی) تشخیص می‌دهند که هیچ چیز قابل تشخیص نیست، درحالی‌که پیرهونی‌ها استدلال می‌نمایند حتی آن هم درست (حقیقت) به‌نظر نمی‌رسد، چون هیچ چیز درست (حقیقت) به‌نظر نمی‌رسد.»

## آرسِسیلیس
براساس نظر آرسِسیلیس، آکادمی افلاطون اصل یافتن یک وحدت عمومی در همه چیز را پذیرفت، که به کمک آن ممکن است بتوان یک اصل یقینی را یافت. با این حال آرسِسیلیس نوآوری نمود و به امکان‌پذیر بودن این یقین حمله نمود. سقراط گفته بود: «من فقط این را دانم، که هیچ چیز ندانم». اما آرسِسیلیس از این هم فراتر رفته و حتی امکان‌پذیر بودن همین یقین اندک سقراط را نیز رد نمود: «من حتی ندانم که چیزی را می‌دانم یا نه».
آموزه‌های آرسِسیلیس که از نوشته‌های دیگران جمع‌آوری گردیده، نشان‌دهنده حمله به فانتاسیا کتلپتیک (معیار) رواق‌گرایی است که مبتنی بر شک‌گرایی بوده که بعدها در نوشته‌های افلاطون نیز مشاهده گردید. آرسِسیلیس ادعا می‌نمود که عقیده مستحکم نمی‌تواند صحیح پنداشته شود، حتی اگر ویژگی آن برابر با عقاید متناقض باشد. قطعی نبودن داده‌های حسی را می‌توان به نتیجه‌گیری‌های منطقی نیز بسط داد و از این لحاظ انسان باید به احتمالاتی که برای راهنمایی عملی کفایت کند راضی باشد. «ما هیچ چیز، حتی ندانستن خود را نمی‌دانیم»؛ پس انسان فرزانه به ندانم‌گرایی راضی خواهد بود.

## کارنیدیز

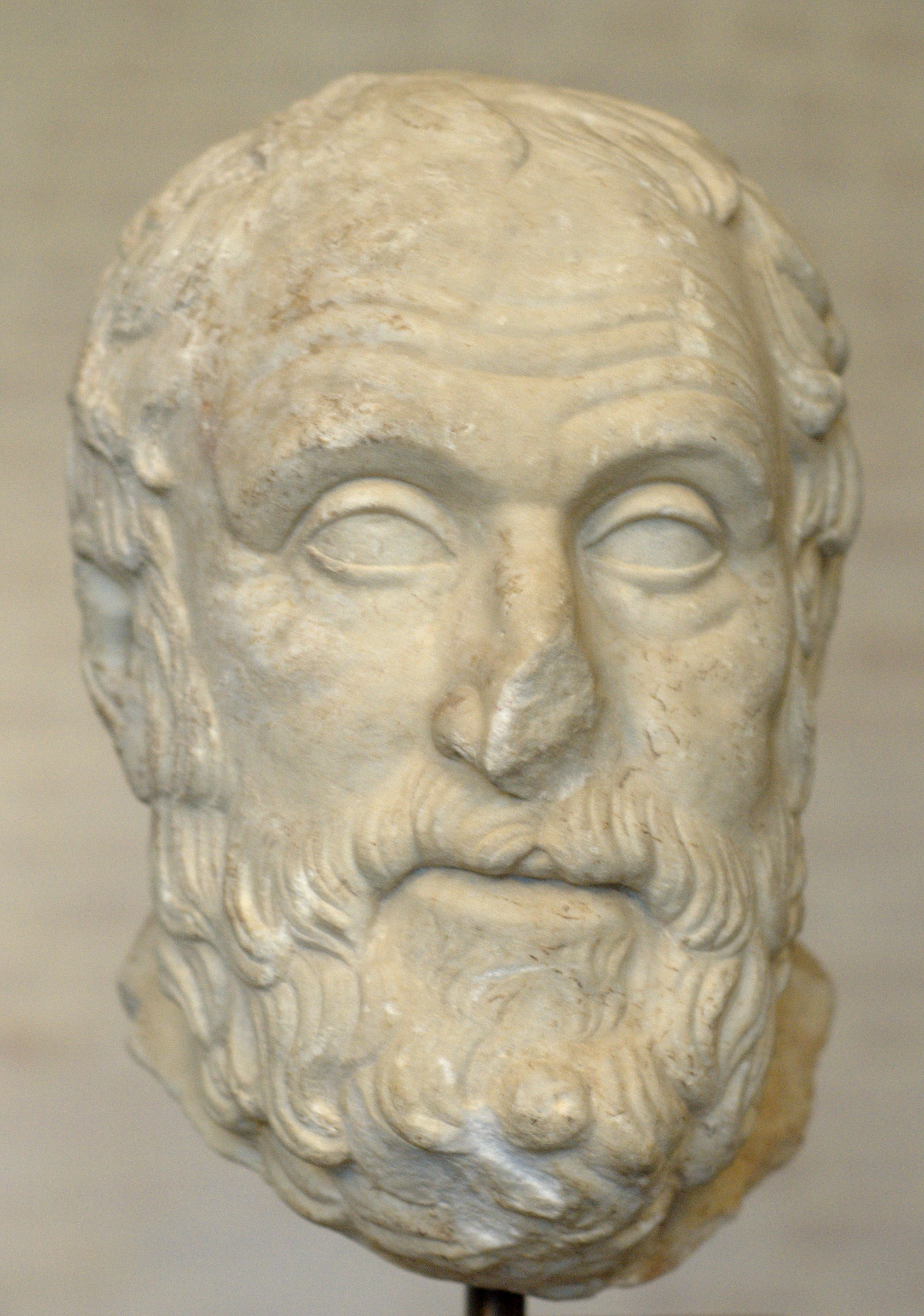
کارنیدیز اهل شحات، مهم‌ترین شک‌گرایان اهل آکادمیک

مرحله بعدی شک‌گرایی آکادمیک، شک‌گرایی میانه کارنیدیز بود، که به گفته خودش، موجودیت خود را مدیون مخالفت با کرایسپوس می‌دانست. کارنیدیز از مهم‌ترین شک‌گرایان باستان بود.
کارنیدیز با نظریه ادراک رواقی‌گرایان، یعنی فانتاسیا کتلپتیک (معیار) که می‌گفت: عقیده راسخ یقینی ناشی از احساس، به اندازه علوم قوی است، مخالفت نموده و دکترین آکاتالپسیا را بیان نمود که وجود هر گونه رابطه لازم میان ادراک و اشیای درک‌شده را رد می‌نمود. تمامی حواس ما نسبی هستند و ما را با واقعیت اشیاء آشنا نمی‌سازند، بلکه تنها ما را با اثرات اشیاء بر روی ما آشنا می‌سازند. به گفته او تجربه به وضوح نشان می‌دهد که هیچ برداشت واقعی وجود ندارد. هیچ مفهومی که ما را فریب ندهد وجود ندارد؛ تفکیک میان برداشت‌های صحیح و غلط غیرممکن است؛ بنابراین فانتاسیا کاتالپتیک رواق‌گرایی باید رد شود. هیچ فانتاسیا کتلیتیک (معیار و محک) برای حقیقیت وجود ندارد. کارنیدیز نیز به الهیات و فیزیک رواقی‌گرایی حمله‌ور شده‌است. او در پاسخ به دکترینِ علت نهایی طراحی در طبیعت، به چیزهای که باعث ویرانی و آسیب به انسان می‌گردد، به شرارت‌هایی که توسط انسان‌های مجهز به منطق انجام می‌شود، به وضعیت رقت بار انسانیت و به بدبختی‌های که متوجه انسان‌های خوب می‌شود اشاره نمود. او در نهایت نتیجه گرفت که هیچ مدرکی مبنی بر وجود یک مشیت مقدس دارای اراده قوی وجود ندارد. حتی اگر یک ارتباط منظم میان بخش‌های از جهان وجود می‌داشت، این امر ممکن است به‌صورت کاملاً طبیعی اتفاق افتاده باشد. هیچ اثباتی مبنی بر این‌که این دنیا چیزی به‌غیر از محصول نیروهای طبیعی است، قادر به پیشروی نیست.
چون دانش غیرممکن است، پس یک انسان فرزانه باید اپوخه (تعلیق قضاوت) را تمرین کند. حتی نمی‌تواند مطمئن باشد که از چیزی مطمئن نیست. با این حال، او خود را با دکترین معقول بودن، که به‌عنوان مبنای راهنمای عملی زندگی کار می‌کند، از شک‌گرایی نجات داد. ایده‌ها و مفاهیم هرگز حقیقیت نیستند، بلکه معقول هستند؛ با وجود این، درجه‌هایی برای معقول بودن و در نتیجه درجه‌هایی برای باور داشتن وجود دارد که باعث عملکرد می‌گردد. از نظر کارنیدیز، یک حس می‌تواند خود معقول باشد؛ در مقایسه با دیگر حس‌ها معقول باشد و نفی نگردد (توسط سایر احساس‌ها نفی نمی‌گردد. بلکه در سازگاری با آن‌ها است)؛ معقول، نفی نشده و کاملاً مورد بررسی واقع شده و تأیید شده باشد. در درجه اولی، یک متقاعدسازی قوی مبنی بر درست بودن حس وجود دارد؛ درجه‌های دوم و سومی بر اثر مقایسه یک حس با سایر حس‌های مربوطه و تجزیه و تحلیل خود حس به میان می‌آیند. کارنیدیز هیچ اثر مکتوبی از خود بجا نگذاشت؛ به‌نظر می‌رسد که نظریات وی توسط شاگردش کلیتوماکوس تنظیم شده باشد و کارهای کلیتوماکوس، که شامل یک کار «در مورد تعلیق قضاوت» بود، توسط سیسرون استفاده شده‌است.

## فیلو اهل لاریسا
در مورد فیلو از لاریسا، نه تنها برای آشتی دادن انحرافات داخلی آکادمی افلاطون، بلکه همچنین برای اتصال آن با نظام‌های فکری موازی، تمایلاتی دیده می‌شود. به‌طور کلی فلسفه او واکنشی علیه موضع شک‌گرایی و ندانم‌گرایی آکادمی میانه و جدید، بود و به نفع جزم‌اندیشی افلاطون بود. فیلو اهل لاریسا تلاش نمود تا نشان دهد که کارنیدیز با افلاطون مخالف نبود، و همچنان این‌که مخالفت میان نظریات افلاطون و رواق‌گرایی به این دلیل بود که آن‌ها از نقطه‌نظرهای متفاوتی استدلال می‌نمودند. افلاطون‌گرایی میانی متعلق به انتکیوس از آسکالون، آخرین محصول توسعه و پیشرفت آکادمی افلاطون بود که در نتیجه این التقاط‌گرایی ظهور پیدا کرد.